# Rossana Martini
Rossana Martini (* 10. September 1926 in Empoli; † 2. Februar 1988 in Triest) war eine italienische Schauspielerin.

## Leben
Erste Aufmerksamkeit erreichte Martini im Jahr 1946 durch ihren Sieg bei den ersten, turbulent verlaufenen Miss-Italien-Wahlen. Mit dem Schauspieler und Filmproduzenten Nino Crisman war sie bis zu seinem Tode im Jahr 1983 verheiratet.
Ihr Filmdebüt hatte die großgewachsene und anmutige, immer etwas zurückhaltend und scheu wirkende Darstellerin im Jahr 1948 unter der Regie von Roberto Bianchi Montero als Laura in dem Film I contrabbandieri del mare. Im Folgenden spielte sie in Filmen, die ihre durchaus vorhandenen darstellerischen Qualitäten nicht forderten. Neben Alberto Sordi war Martini in Brevi amori a Palma di Majorca zu sehen; ihren letzten Auftritt hatte sie neben Terence Hill in Carlo Lizzanis Filmdrama Der blauäugige Bandit, in der sie „Signora Benedetto“ verkörperte. Sie trat auch unter dem Namen Rossana Krisman in Filmen auf.

## Filmografie
- 1948: I contrabbandieri del mare
- 1949: Se fossi deputato
- 1951: I sette nani alla riscossa
- 1953: Am Rande der Großstadt (Ai margini della metropoli)
- 1958: Mädchen mit hübschen Beinen (Le bellissime gambe di Sabrina)
- 1959: Brevi amori a Palma di Majorca
- 1960: Il carro armato dell'8 settembre
- 1964: La vita agra
- 1965: Thrilling
- 1966: El Greco (El Greco)
- 1966: Mögen sie in Frieden ruh’n (Requiescant)
- 1967: Don Giovanni in Sicilia
- 1969: Der blauäugige Bandit (Barbagia (La società del malessere))